# Dolní Lutyně
Dolní Lutyně (in polacco Lutynia Dolna, in tedesco Deutsch Leuten) è un comune della Repubblica Ceca facente parte del distretto di Karviná, nella regione della Moravia-Slesia.